# 멜로드라마

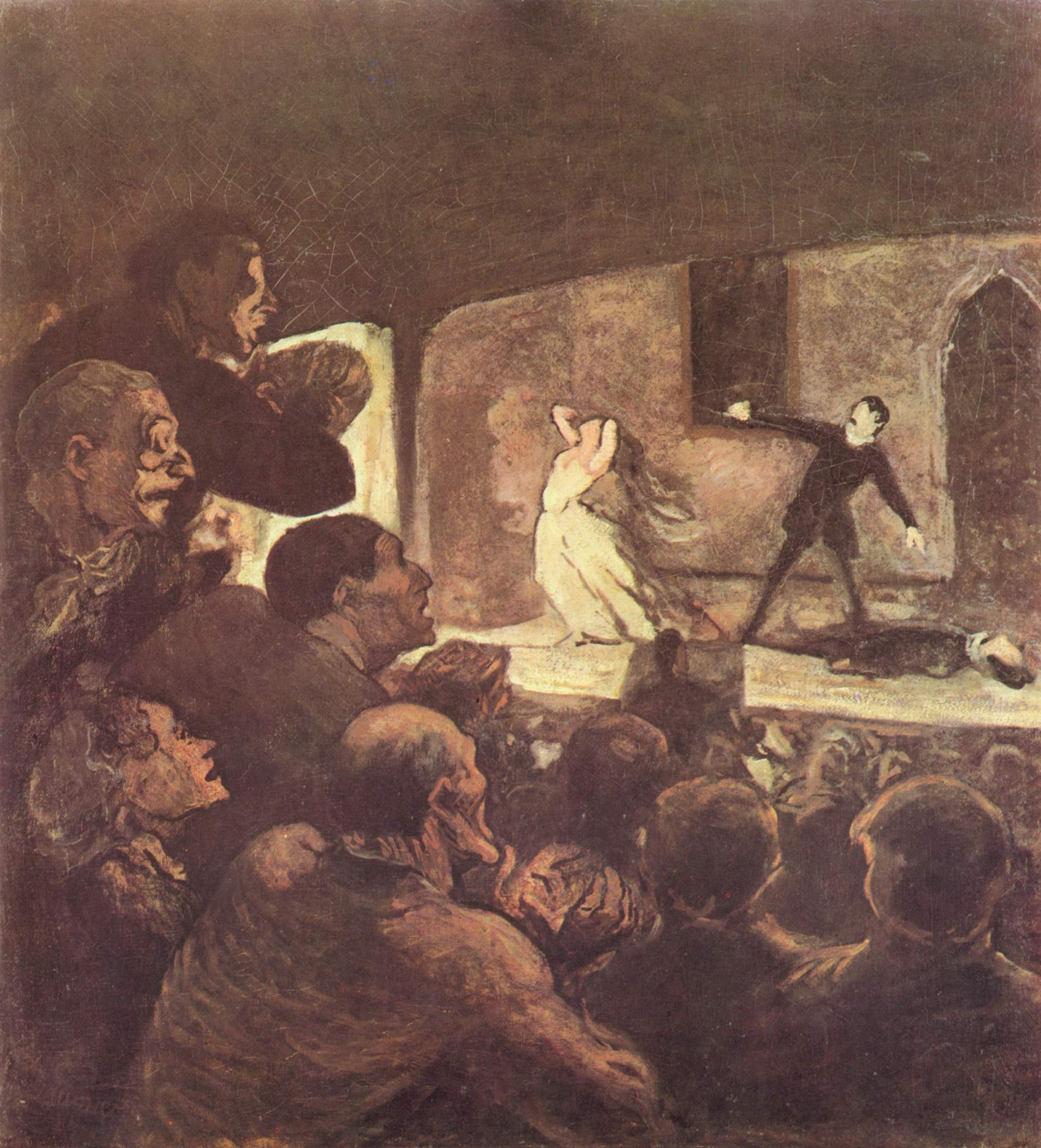

멜로드라마(영어: melodrama)는 희랍어의 ‘노래(melo)’와 ‘극(drama)’이 결합된 말로서 반주(伴奏)가 따르는 간단한 극을 말한다. 그러나 지금은 인물의 성격이나 심리묘사보다는 허구가 많은 파란만장한 줄거리를 드라마틱하게 연출하여 희비가 엇갈리는 장면 속에 전개되는 통속극을 가리킨다. 또한 권선징악적인 귀결로 끝나는 것이 보통이다. 멜로드라마는 오늘날과 같이 기업화된 상업영화의 최대의 요소이다. 로맨스 영화와는 전혀 다른 의미이다.

## 대한민국의 멜로드라마
대한민국에서는 흔히 멜로드라마가 ‘눈물조의 작품’의 의미로 쓰이고 있다. 1955년에 상영된 〈자유부인〉은 그 당시의 시대풍조를 그린 작품이었으며, 이후 멜로드라마가 한국영화에서 큰 비중을 차지하게 되었다. 1956년에 제작된 극영화 30편중 16편이 멜로드라마였고, 1957년에는 37편중 26편을 차지했다.

## 같이 보기
- 법률 드라마
- 팬터마임
- 연속극
- 스페이스 오페라
- 텔레노벨라